# Göran Hansson
Göran Hansson, född 12 december 1954 i Malmö, är en svensk skådespelare.
Från 1986 till sin pension 2015 var Hansson verksam vid Västerbottensteatern i Skellefteå.

## Biografi
Under sitt mångåriga arbete på länsteatern i Västerbotten har Hansson spelat bland annat Schultz i musikalen Cabaret av Fred Ebb och John Kander, Felix i Michael Drukers pjäs Patrik 1,5, Orgon i Tartuffe, Botten Vävare i Shakespeares En midsommarnattsdröm, Robert Maser i Torgny Lindgrens föreställning Pölsan och Staffan Göthes stumma titelfigur i En uppstoppad hund. Han har också gestaltat pastor Nordström i Hemsöborna av August Strindberg, Paddan i "Det susar i säven" och William Bond i Ronald Harwoods komedi Kvartetten.  Utöver teatern har han haft roller i kortfilmerna Tanken som räknas (2003) och Lika barn leka bäst (2004). Han har även medverkat i Bobo Lundéns interaktiva teater S.E.N.S.E (2014) (Studier och experiment, kring normalitet själ och emotioner), där han spelar den tyske impressarion Wolfgang Wolfenstein. Fram till sin pension gjorde han rollen som Frollo i musikalen Ringaren i Notre Dame.
Göran Hansson har också kommit ut med tre diktsamlingar. Han debuterade 2008 med När hjärtat fryser kallt, följt av Livet börjar om 2009 och Evig flyger längtan 2012.

## Filmografi
- 2003 – Tanken som räknas
- 2004 – Lika barn leka bäst
- 2024 - Våningen ovanför[1]

## Teater

### Roller (ej komplett)
| År   | Roll                           | Produktion                           | Regi             | Teater               |
| ---- | ------------------------------ | ------------------------------------ | ---------------- | -------------------- |
| 2003 | Robert Maser/Martin Bormann    | Pölsan Torgny Lindgren               | Eyvind Andersen  | Västerbottensteatern |
| 2009 | Gideon Marklund                | The Marklund Story Birgit Hageby     | Jan Karlsson     | Västerbottensteatern |
| 2010 | Allan Bolin                    | Kändisfeber Peter Quilter            | Gunilla Orvalius | Västerbottensteatern |
| 2021 | Faktorn Egon Lundgren Arbetare | Musikanternas uttåg Per Olov Enquist | Bobo Lundén      | Västerbottensteatern |